# Матишевський Павло Семенович
Матишевський Павло Семенович (10 жовтня 1919 р., с. Клешев Слуцького повіту, Мінської губернії, тепер Слуцького району Мінської області Республіки Білорусь — 11 листопада 2001 р., Київ) — український правознавець, фахівець в галузі кримінального права, доктор юридичних наук (з 1970 р.), професор (з 1971 р.), заслужений працівник вищої школи УРСР (з 4 червня 1980 р.), академік Національної академії правових наук України (з грудня 2000 р.).

## Біографія
1939 р. вступив до Мінського медичного інституту. Того ж року був призваний на військову службу до лав Червоної Армії. Під час служби направлений на навчання до Житомирського військово-піхотного училища (в лютому 1941 р. воно переведене до Ростова-на-Дону). Закінчив училище в червні 1941. У званні лейтенанта брав участь у Німецько-радянській війні 1941—1945 рр. (у складі 492-го стрілецького полку в боях на Південно-Західному фронті, а після поранення 15 вересня 1941 р. — в складі 981-го стрілецького полку на Південному фронті. В грудні 1941 р. був удруге тяжко поранений і після лікування у військовому госпіталі м. Тбілісі (вересень 1942 р.) був визнаний інвалідом І групи і комісований з лав Збройних Сил як непридатний до військової служби).
В жовтні 1942 р. вступив на юридичний факультет Азербайджанського державного університету імені С. М. Кірова. Проте у вересні 1944 р. переводиться на юридичний факультет Київського державного університету.
1946 р. вступає до аспірантури при кафедрі кримінального права Київського державного університету. Аспірантуру закінчив у червні 1949 і був направлений на викладацьку роботу у Львівський університет. Однак в зв'язку з відсутністю вакансій у Львові, в листопаді 1949 р. П. С. Матишевський був призначений асистентом кафедри кримінального права Київського державного університету. Відтоді працював у цьому ВНЗ: асистент (1949—1951 рр.), старший викладач (1951—1952 рр.), доцент (1952—1970 рр.), професор (1970—1971, 1987—1995 рр.), завідувач кафедри (1971—1987 рр.), декан факультету (1974—1983 рр.).
Неодноразово Павло Семенович читав лекції у Братиславському університеті (Словаччина), Софійському університеті (Болгарія), виступав з доповідями на міжнародних конференціях і симпозіумах у Римі, Софії, Москві. Брав участь у роботі комісій по боротьбі з міжнародним тероризмом при ООН (м. Нью-Йорк).
Після звільнення з Київського університету (1995), був професором юридичного факультету Запорізького університету (від 1997 р.), а згодом (з 1999 р.) — обіймав посаду професора кафедри криміналістики, кримінального права та процесу Академії праці та суспільних відносин Федерації профспілок України (м. Київ).
До сфери наукових інтересів П. С. Матишевського належали питання кримінально-правової охорони власності, проблеми кваліфікації хуліганства та ін.